# Cha-am
Cha-am (in thailandese ชะอำ, pronuncia IPA t͡ɕaʔ aːm) è una città minore (thesaban meuang) della Thailandia di 40 003 abitanti (2020). Il territorio comunale occupa una parte del Distretto di Cha-am della Provincia di Phetchaburi, nel gruppo regionale della Thailandia Centrale.
È la città più popolata della provincia anche se il governo provinciale ha sede a Phetchaburi, situata nell'omonimo distretto che è capoluogo di provincia. È un'importante località balneare, in particolare per gli abitanti della capitale Bangkok che la affollano durante i fine settimana.

## Geografia fisica

### Territorio
Cha-am è affacciata sul Golfo di Thailandia e si trova sulla sponda orientale della penisola malese, 177 km a sud-est di Bangkok. A pochi chilometri dalla periferia occidentale vi è un'isolata collina, contrafforte dei vicini monti del Tenasserim. Il breve fiume Cha-am sbocca in mare alla periferia settentrionale. La spiaggia è sabbiosa ed è lunga 5 km.

### Clima
Il clima è tropicale, di tipo Aw secondo la classificazione dei climi di Köppen. La temperatura media mensile minima è di 25° a gennaio e la massima di 29° in aprile e maggio. La temperatura minima registrata è stata di 20,6° a gennaio e la massima di 33,2° ad aprile. Le maggiori precipitazioni sono in ottobre con 239 mm, il mese meno piovoso è gennaio con 12 mm. La stagione delle piogge va da maggio a novembre, quella fresca da dicembre a febbraio e quella secca tra marzo e aprile.

## Origini del nome
Si narra che durante il regno di Naresuan di Ayutthaya, il re si fermò con il proprio esercito in questa zona e fece lustrare le selle dei cavalli. La locuzione "lustrare la sella" in thailandese viene tradotto "Cha-An" (ชะอาน), che sarebbe in seguito stato distorto in "Cha-Am".

## Storia
La zona cominciò a svilupparsi dopo la costruzione della ferrovia attorno al 1916, a quel tempo la spiaggia era ricoperta da una densa foresta di difficile accesso e vi erano due piccoli stanziamenti. La maggior parte degli abitanti della zona era dedita all'agricoltura e alla pesca. L'abbondanza di acqua dolce attrasse diversi immigranti, la comunità locale divenne sempre più grande e si venne a formare un grande villaggio al quale re Rama VI diede il nome "Saha Kham". Il primo governatore fu Krom Phra Narathip Prapanpong, che predispose un piano di sviluppo per la municipalità e per prima cosa assegnò i terreni sulla costa. In seguito si iniziò a pianificare lo sviluppo turistico della parte costiera del territorio e furono approntate linee elettriche, fornitura di acqua, strade, scuole ecc.
Nel 1926, re Rama VII emise un'ordinanza per costruire secondo un piano regolatore e fare la manutenzione delle infrastrutture nella nuova zona costiera. In quel periodo fu fondata la vicina municipalità di sottodistretto (in thailandese เทศบาลตำบล, thesaban tambon) di Hua Hin, separata dal sottodistretto (in thailandese ตำบล, tambon) di Cha-Am. Cha-Am ottenne a sua volta lo status di municipalità di sottodistretto nel 1937. Da semplice villaggio di pescatori, fu scoperta dal turismo di massa negli anni ottanta del Novecento ed è diventata un importante centro balneare soprattutto per turisti provenienti da Bangkok. Nel febbraio 2004 Cha-Am ottenne lo status di città minore (in thailandese เทศบาลเมือง, thesaban mueang).

## Monumenti e luoghi d'interesse

### Architetture religiose
- Wat Cha-am, tempio buddhista ricavato da una grotta.[4]

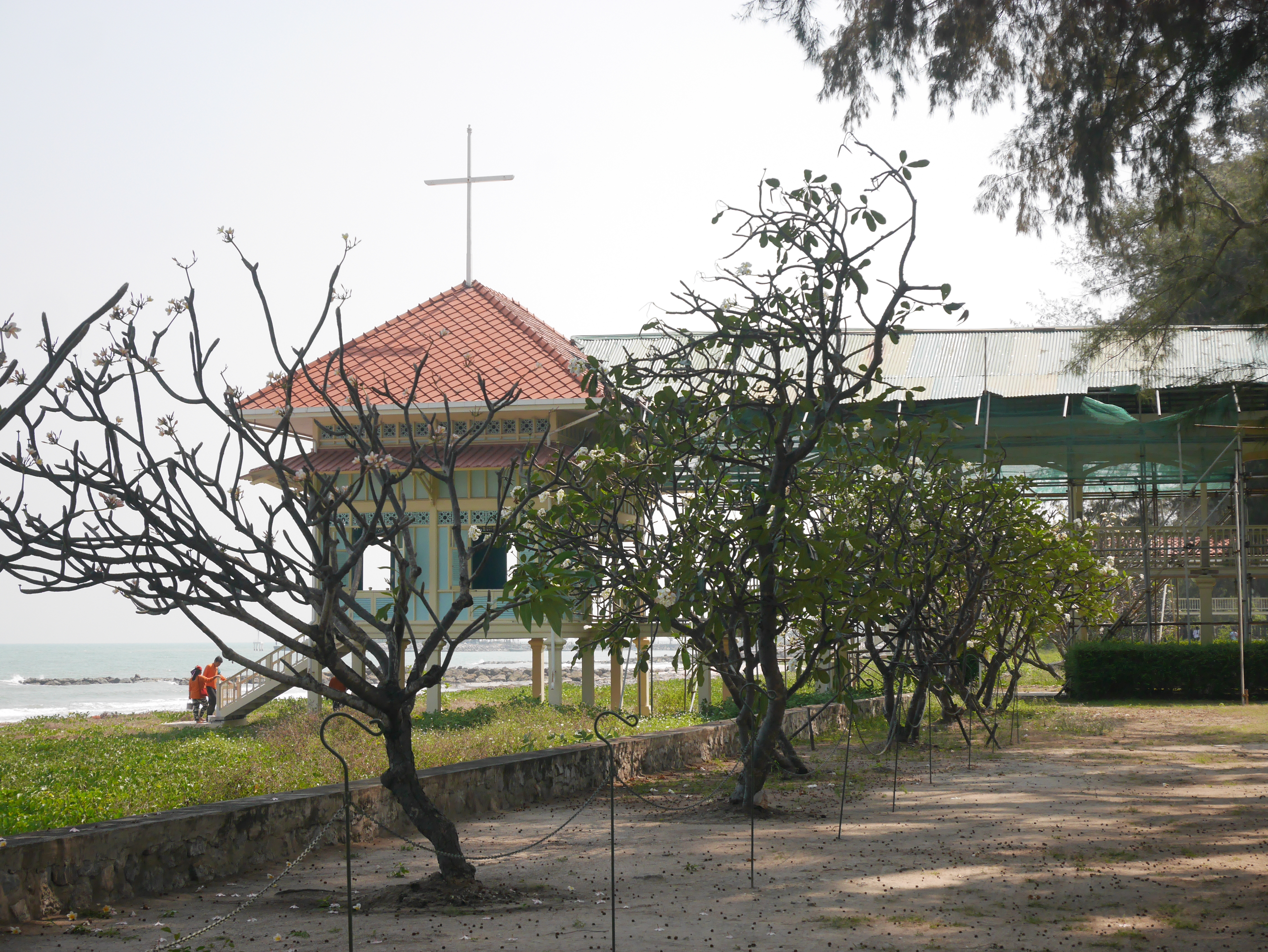
Palazzo Mrigadayavan

### Architetture civili
- Palazzo Mrigadayavan, residenza reale con diversi edifici in teak fatta costruire nel 1923 da re Rama VI 9 km a sud della città odierna.[4]

### Aree naturali
- Parco nazionale Khaeng Krachan, il più grande parco nazionale della Thailandia, si trova nell'entroterra a 48 km da Cha-am.
- Parco forestale di Cha-am, area naturale protetta situata nella periferia sud.

## Economia
L'economia cittadina è basata sul turismo; in città vi sono molti alberghi, guest house e appartamenti da affittare ai villeggianti. Il 31 dicembre 2020 vi erano 45 786 abitazioni e 40 003 residenti. Diversi turisti la preferiscono alla vicina Hua Hin per i suoi prezzi più contenuti. Cha-am mantiene la tradizione del suo porto peschereccio e ha un grande mercato centrale di prodotti freschi.

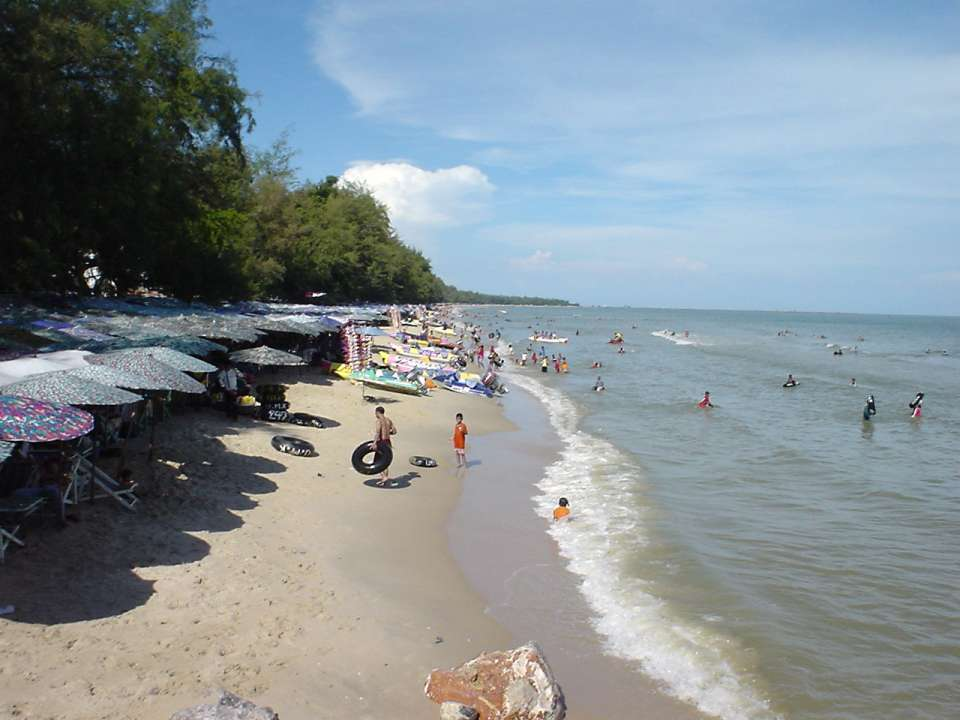
La spiaggia

## Eventi
In marzo, ma non ogni anno, si tiene sulla spiaggia un Festival internazionale degli aquiloni. Ogni anno in settembre si tiene il Festival Kin hoi, doo nok, tak meuk (mangia le vongole, guarda gli uccelli, prendi le seppie), evento in cui si apprezza la bontà della cucina locale basata sui frutti di mare, si assiste a concerti musicali e vengono organizzate escursioni di birdwatching in apposite aree nelle vicinanze.

## Infrastrutture e trasporti

### Strade
In città passa la strada nazionale nº 4, la Thanon Phetkasem, che collega Bangkok alla Malesia. Alla periferia nord-ovest ha inizio la strada statale nº 37, un passante che permette di evitare il traffico vicino alla costa e si ricongiunge alla Thanon Phetkasem circa 50 km più a sud.

### Ferrovie
Alla stazione di Cha-am si fermano i treni della linea meridionale della Ferrovia di Stato della Thailandia, che collega Bangkok alla Malesia.

### Aeroporti
L'aeroporto più vicino è quello di Hua Hin, situato circa 20 km di strada costiera a sud di Cha-am.